# غاري سميث (لاعب كرة قدم مواليد 1969)
غاري سميث (بالإنجليزية: Gary Smyth)‏ هو لاعب كرة قدم بريطاني في مركز الدفاع، ولد في 20 ديسمبر 1969 في بلفاست في المملكة المتحدة. لعب مع غلينافون وغلينتوران ونادي بيليمينا يونايتد ونادي كروسيدرز.